# Taekwondo nos Jogos Pan-Americanos de 2023 - Poomsae individual feminino
A competição do poomsae individual feminino do taekwondo nos Jogos Pan-Americanos de 2023 foi disputado em 21 de outubro de 2023 no Centro de Esportes de Contato, localizado no cluster do Estádio Nacional. Um total de 10 taekwondistas, cada uma representando um Comitê Olímpico Nacional (CON), participaram do evento.

## Calendário
Horário local (UTC−3).
| Data          | Hora  | Fase             |
| ------------- | ----- | ---------------- |
| 21 de outubro | 8:00  | Oitavas de final |
| 21 de outubro | 8:20  | Quartas de final |
| 21 de outubro | 9:00  | Semifinais       |
| 21 de outubro | 11:02 | Final            |

## Medalhistas
| Ouro   | USA Kaitlyn Reclusado             |
| Prata  | EAI María Higueros                |
| Bronze | MEX Seo Lee Kim PUR Arelis Medina |

## Resultados
A competição foi realizada em um único dia até a definição das medalhistas:
|  | Oitavas de final  | Oitavas de final  | Oitavas de final |  |  | Quartas de final      | Quartas de final      | Quartas de final   |       |                       | Semifinal             | Semifinal             | Semifinal |  |  | Final | Final | Final |
|  |                   |                   |                  |  |  |                       |                       |                    |       |                       |                       |                       |           |  |  |       |       |       |
|  |                   |                   |                  |  |  |                       |                       |                    |       |                       |                       |                       |           |  |  |       |       |       |
|  |                   |                   |                  |  |  | USA Kaitlyn Reclusado | USA Kaitlyn Reclusado | 7.530              |       |                       |                       |                       |           |  |  |       |       |       |
|  | CUB Tania Delgado | CUB Tania Delgado | 7.200            |  |  | ECU Katlen Jervez     | ECU Katlen Jervez     | 7.280              |       |                       |                       |                       |           |  |  |       |       |       |
|  | ECU Katlen Jervez | ECU Katlen Jervez | 7.380            |  |  |                       |                       |                    |       | USA Kaitlyn Reclusado | USA Kaitlyn Reclusado | 7.660                 |           |  |  |       |       |       |
|  |                   |                   |                  |  |  |                       | MEX Seo Lee Kim       | MEX Seo Lee Kim    | 7.660 |                       |                       |                       |           |  |  |       |       |       |
|  |                   |                   |                  |  |  | MEX Seo Lee Kim       | MEX Seo Lee Kim       | 7.490              |       |                       |                       |                       |           |  |  |       |       |       |
|  |                   |                   |                  |  |  | CHI Constanza Moya    | CHI Constanza Moya    | 7.210              |       |                       |                       |                       |           |  |  |       |       |       |
|  |                   |                   |                  |  |  |                       |                       |                    |       |                       | USA Kaitlyn Reclusado | USA Kaitlyn Reclusado | 7.830     |  |  |       |       |       |
|  |                   |                   |                  |  |  |                       | EAI María Higueros    | EAI María Higueros | 7.350 |                       |                       |                       |           |  |  |       |       |       |
|  |                   |                   |                  |  |  | PUR Arelis Medina     | PUR Arelis Medina     | 7.490              |       |                       |                       |                       |           |  |  |       |       |       |
|  |                   |                   |                  |  |  | PER Gabriela Castillo | PER Gabriela Castillo | 7.230              |       |                       |                       |                       |           |  |  |       |       |       |
|  |                   |                   |                  |  |  |                       |                       |                    |       | PUR Arelis Medina     | PUR Arelis Medina     | 7.390                 |           |  |  |       |       |       |
|  | NCA Ingrid Darce  | NCA Ingrid Darce  | 1.0              |  |  |                       | EAI María Higueros    | EAI María Higueros | 7.590 |                       |                       |                       |           |  |  |       |       |       |
|  | CAN Valerie Ho    | CAN Valerie Ho    | WD               |  |  | NCA Ingrid Darce      | NCA Ingrid Darce      | 7.120              |       |                       |                       |                       |           |  |  |       |       |       |
|  |                   |                   |                  |  |  | EAI María Higueros    | EAI María Higueros    | 7.540              |       |                       |                       |                       |           |  |  |       |       |       |
|  |                   |                   |                  |  |  |                       |                       |                    |       |                       |                       |                       |           |  |  |       |       |       |